# T-Rex Engineering
Pour les articles homonymes, voir T-Rex.
 (mars 2023).
Motif : Article pas à jour et très peu sourcé, ton publicitaire
T-Rex Engineering est une entreprise spécialisée dans la fabrication de pédales d'effet fondée en 1996 au Danemark par Lars Dahl-Jorgensen et Sebastian Jensen.

## Historique

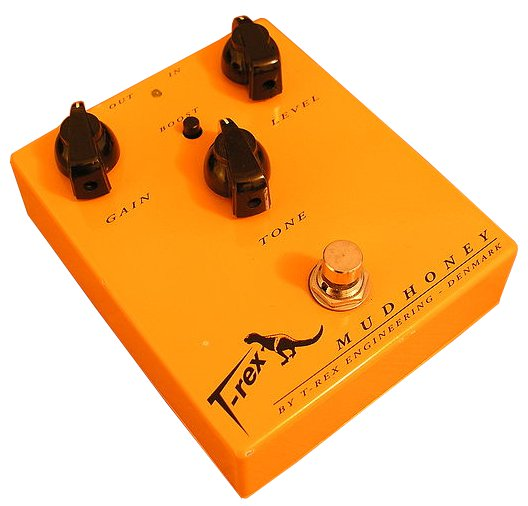
Pédale d'overdrive T-Rex Mudhoney.

La société T-Rex Engineering débute en 1996 en produisant le pédalier MIDI BigFoot, puis un contrôleur MIDI Mac1.
Les premières pédales fabriquées sont les modèles Alberta & Mudhoney (overdrive et distorsion/fuzz), CompNova (compresseur) et Tremster (tremolo/vibrato).
À la suite du succès de ces premiers modèles, l'entreprise commercialise un delay numérique qui reproduit les sonorités des delays analogiques, la Replica. Ce produit remporte un vif succès et est considéré par la presse spécialisée comme un delay de référence.
En 2002, Steen Meldgaard intègre T-Rex et développe l'exportation des produits. La marque commercialise ses produits dans environ 45 pays : 90 % des produits sont exportés, aux États-Unis, en Europe mais aussi au Japon[réf. nécessaire]. 
Par la suite, T-Rex se lance dans la production de pédales plus économiques avec la gamme Tonebug. Celle-ci comporte une reverb, une overdrive, une distorsion, un sustainer, un chorus/flanger, une wah, un phaser, un booster, un fuzz et une distorsion.
En 2012, T-Rex dévoile plusieurs nouveaux produits : le tremolo Tapster, le delay Duck Tail et la reverb Roommate Junior.
De nouveaux modèles de pédales sont commercialisés en 2014 : overdrive, boost, delay, wah, octaver, compresseur et multi-effets. T-Rex regroupe également plusieurs modèles dans le multi-effets Soulmate qui combine overdrive/distorsion/reverb/delay/boost avec un accordeur intégré.
La capacité de production est aujourd'hui[Quand ?] d'environ 25000 pièces par an, et les modèles les plus vendus restent la Replica et le bloc d'alimentation Fuel Tank.
En février 2019, l'entreprise fait faillite et dépose le bilan, en raison d'une baisse des ventes en 2018 et des tensions au sein de l'entreprise. Les deux fondateurs Lars Dahl-Jorgensen et Sebastian Jensen rachètent la marque et relancent l'entreprise.